# Proculus Verginius Tricostus Rutilus
Pour les articles homonymes, voir Verginius Tricostus.
Proculus Verginius Tricostus Rutilus est un homme politique romain du Ve siècle av. J.-C., consul en 486 av. J.-C.

## Famille
Il est membre des Verginii Tricosti, branche de la gens patricienne des Verginii. Il est peut-être le fils d'Opiter Verginius Tricostus, consul en 502 av. J.-C., et le petit-fils d'un Opiter Verginius. Son nom complet est Proculus Verginius Opet.f. Opet.n. Tricostus Rutilus. Il est le frère de Titus Verginius Tricostus Rutilus, consul en 479 av. J.-C., d'Aulus Verginius Tricostus Rutilus, consul en 476 av. J.-C., et d'Opiter Verginius Esquilinus, consul suffect en 478 av. J.-C.

## Biographie
En 486 av. J.-C., il est élu consul avec Spurius Cassius Vecellinus pour collègue. Il combat les Èques alors que son collègue Vecellinus affronte les Herniques.
De retour à Rome, il utilise son droit de veto pour s'opposer à la loi agraire proposée par Vecellinus, loi qui décide de la répartition du territoire annexé après sa victoire sur les Herniques. Vecellinus est partisan d’une distribution équitable entre les plébéiens et les alliés latins plutôt que de mettre ce territoire dans le domaine public que certains patriciens occupent abusivement. Tricostus est soutenu dans son opposition par une fraction des patriciens et une partie du peuple romain qui ne veut rien offrir aux alliés. Le projet de loi agraire de Vecellinus est finalement rejeté. La proposition de Vecellinus est perçue comme une tentative de gagner la faveur de la plèbe et des alliés latins pour briguer la royauté. Dès sa sortie de charge, Vecellinus est condamné et mis à mort,.

### Auteurs antiques
- Tite-Live, Histoire romaine, Livre II, 41 sur le site de l'Université de Louvain
- (en) Denys d'Halicarnasse, Antiquités romaines, Livre VIII, 63-80 sur le site LacusCurtius

### Auteurs modernes
- (en) T. Robert S. Broughton, The Magistrates of the Roman Republic : Volume I, 509 B.C. - 100 B.C., New York, The American Philological Association, coll. « Philological Monographs, number XV, volume I », 1951, 578 p.